# Aquarium (musikalbum, Brazz Brothers)
Aquarium är ett musikalbum av brazzgruppen Brazz Brothers, utgivet 2001. Det är gruppens fjortone album.

## Låtlista
| Nr | Titel                       | Kompositör(er)  | Spelningstid |
| -- | --------------------------- | --------------- | ------------ |
| 1  | "Atmosphere"                | Lasse Marhaug   | 0:21         |
| 2  | "Lithodes Maia"             | Jan Magne Førde | 5:26         |
| 3  | "Pandalus Borealis"         | Helge Førde     | 5:53         |
| 4  | "Lophius Piscatorius"       | Helge Førde     | 4:30         |
| 5  | "Raja Dipturus Batis"       | Jan Magne Førde | 4:21         |
| 6  | "Salmo Salar"               | Jan Magne Førde | 3:24         |
| 7  | "Hippoglossus Hippoglossus" | Helge Førde     | 5:11         |
| 8  | "Scomber Scombrus"          | Helge Førde     | 3:34         |
| 9  | "Pleuronectes Platessa"     | Helge Førde     | 3:45         |
| 10 | "Pollachius Pollachius"     | Jan Magne Førde | 3:02         |

## Brazz Brothers
- Jarle Førde — trumpet
- Jan Magne Førde — trumpet, flygelhorn
- Runar Tafjord — valthorn
- Helge Førde — trombon
- Stein Erik Tafjord — tuba
- Marcus Lewin — trummor, percussion